# Mistrzostwa Europy w Lekkoatletyce 1946 – bieg na 110 m przez płotki mężczyzn

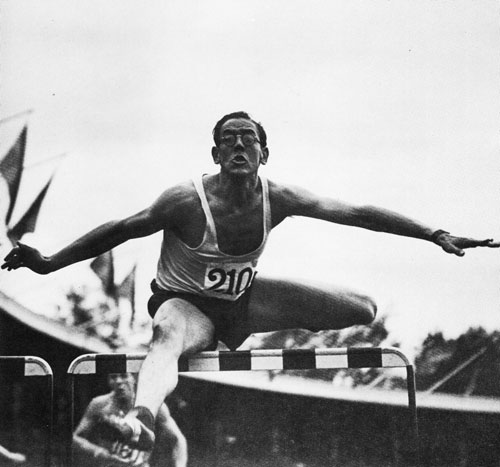
Håkan Lidman

Bieg na dystansie 110 metrów przez płotki mężczyzn był jedną z konkurencji rozgrywanych podczas III Mistrzostw Europy w Oslo. Biegi eliminacyjne zostały rozegrane 24 sierpnia, a bieg finałowy 25 sierpnia 1946 roku. Zwycięzcą tej konkurencji został Szwed Håkan Lidman, wicemistrz poprzednich mistrzostw z 1938. W rywalizacji wzięło udział dwunastu zawodników z ośmiu reprezentacji.

## Rekordy
| Rekord świata     | Forrest Towns (USA) | 13,7 | Oslo, Norwegia   | 27.08.1936 |
| Rekord świata     | Fred Wolcott (USA)  | 13,7 | Filadelfia, USA  | 29.06.1941 |
| Rekord Europy     | Håkan Lidman (SWE)  | 14,0 | Mediolan, Włochy | 22.09.1940 |
| Rekord mistrzostw | Donald Finlay (GBR) | 14,3 | Paryż, Francja   | 04.09.1938 |

## Wyniki

### Eliminacje
Bieg 1
| Miejsce | Zawodnik            | Czas | Uwagi |
| ------- | ------------------- | ---- | ----- |
| 1       | Pol Braekman        | 14,8 | Q     |
| 2       | Gösta Risberg       | 14,9 | Q     |
| 3       | Edvin Larsen        | 14,9 | Q     |
| 4       | André-Jacques Marie | 15,0 |       |
| 5       | Veikko Jussila      | 15,1 |       |
| 6       | József Kiss         | 15,5 |       |

Bieg 2
| Miejsce | Zawodnik          | Czas | Uwagi |
| ------- | ----------------- | ---- | ----- |
| 1       | Håkan Lidman      | 14,7 | Q     |
| 2       | Väinö Suvivuo     | 15,1 | Q     |
| 3       | Henri Maignan     | 15,2 | Q     |
| 4       | Pierre Vande Sype | 15,4 |       |
| 5       | Milan Tošnar      | 15,4 |       |
| 6       | Werner Christen   | 15,6 |       |

### Finał
| Miejsce | Zawodnik      | Czas |
| ------- | ------------- | ---- |
| 1       | Håkan Lidman  | 14,6 |
| 2       | Pol Braekman  | 14,9 |
| 3       | Väinö Suvivuo | 15,0 |
| 4       | Gösta Risberg | 15,2 |
| 5       | Edvin Larsen  | 15,3 |
| 6       | Henri Maignan | 15,5 |